# Batthyány tér
Batthyány tér – stacja metra w Budapeszcie, na zachodnim brzegu Dunaju. Posiadająca jeden centralnie ulokowany peron stacja znajduje się w sąsiedztwie dworca podmiejskiej kolejki HÉV.